# 呂号第十六潜水艦
|          |                                                                          |
| 艦歴     |                                                                          |
| 計画     | 大正6年度計画                                                            |
| 起工     | 1920年11月18日                                                           |
| 進水     | 1921年4月21日                                                            |
| 就役     | 1922年4月29日                                                            |
| 除籍     | 1933年9月1日                                                             |
| その後   | 1934年愛媛県立弓削商船学校へ交付                                         |
| 性能諸元 |                                                                          |
| 排水量   | 基準：740トン 常備：771.8トン 水中：996.8トン                            |
| 全長     | 70.1m                                                                    |
| 全幅     | 6.12m                                                                    |
| 吃水     | 3.70m                                                                    |
| 機関     | ズルツァー式2号ディーゼル2基 電動機、2軸 水上：2,600馬力 水中：1,200馬力 |
| 速力     | 水上：16.5kt 水中：8.5kt                                                 |
| 航続距離 | 水上：10ktで6,000海里 水中：4ktで85海里                                  |
| 燃料     | 重油：75トン                                                             |
| 乗員     | 46名                                                                     |
| 兵装     | 28口径8cm高角砲1門 45cm魚雷発射管 艦首4門、舷側2門 魚雷10本              |
| 備考     | 安全潜航深度：45.7m                                                      |

呂号第十六潜水艦（ろごうだいじゅうろくせんすいかん）は、日本海軍の潜水艦。呂十六型潜水艦（海中3型）の1番艦。竣工時の艦名は第三十七潜水艦。

## 艦歴
1920年（大正9年）11月18日、呉海軍工廠で起工。1921年（大正10年）4月21日進水。1922年（大正11年）4月29日竣工。竣工時の艦名は第三十七潜水艦、二等潜水艦に類別。1924年（大正13年）11月1日、呂号第十六潜水艦に改称。1933年（昭和8年）9月1日に除籍。1934年（昭和9年）愛媛県立弓削商船学校へ交付された。
呂十三型潜水艦より安全潜航深度が増大した他は大きな変更点はなかった。

## 歴代艦長
※艦長等は『日本海軍史』第9巻・第10巻の「将官履歴」及び『官報』に基づく。

### 艦長
- （心得）池田晋 大尉：1922年2月20日[4] - 1923年2月5日[5]
- （兼）渡部徳四郎 少佐：1923年2月5日[5] - 3月1日[6]
- （心得）中原義正 大尉：1923年3月1日 - 1924年12月1日
- 魚住治策 大尉：1924年12月1日 - 1928年5月16日
- （兼）小田為清 大尉：1928年5月16日 - 1929年3月15日
- （兼）山本岩多 大尉：1929年3月15日 - 1929年11月30日
- 松尾義保 大尉：1929年11月30日[7] - 1930年4月1日[8]